# Conglomerate Bluff
Das Conglomerate Bluff ist ein etwa 140 m hohes Kliff aus tertiärem basaltischem Konglomerat auf King George Island im Archipel der Südlichen Shetlandinseln. Es ragt an der Nordflanke des White Eagle Glacier auf.
Es wurde 1988 von polnischen Wissenschaftlern so benannt.